# Maestro delle Carte da gioco
Il Maestro delle Carte da gioco (fl. XV secolo) è stato un incisore e pittore tedesco attivo tra il 1420 e la metà del XV secolo.

## Biografia

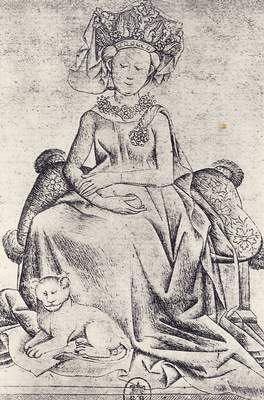
Regina degli Animali

Questo anonimo artista è così designato dalla sua opera principale, un Gioco di carte a cinque colori, eseguito prima del 1446 e per tre quarti tuttora esistente. La finitezza del suo stile, un vivo sentimento della grazia e della bellezza plastica, la concisione e la delicatezza della tecnica fanno di quest'opera una delle produzioni più sorprendenti dell'incisione a bulino tedesca.
Artista geniale, ha saputo risolvere con uno strumento tecnico così arduo come il bulino i problemi formali del suo tempo, accogliendo le innovazioni dell'arte di van Eyck ma senza rinunciare del tutto alle forme eleganti dello stile gotico internazionale. Intorno a questo Gioco di carte sono stati raggruppati un'importante Serie della vita di Cristo e altre diciassette incisioni. Ebbe come continuatore immediato il Maestro dell'Impero delle donne, di più rude realismo.